# June Eric-Udorie
June Eric-Udorie (18 de junio de 1998, Dublín, Irlanda) es una escritora y activista feminista residente en Gran Bretaña. Es periodista y bloguera para The Guardian, New Statement y Cosmopolitan. En 2016, la BBC la incluyó en su lista de 100 Mujeres "inspiradoras e influyentes en 2016".

## Primeros años y carrera
Aunque de ascendencia nigeriana, Eric-Udorie nació en Irlanda y vive y trabaja en el Reino Unido, donde se mudó cuando tenía 10 años. Fue al Downe House School en Thatcham, Berkshire.
Eric-Udorie lanzó una petición y consiguió que el estudio del feminismo fuera añadido al programa académico de los A-Levels en Reino Unido. Es miembro del Panel Asesor de la Juventud de Plan UK y embajadora FGM para Plan UK con quien hace campaña contra la mutilación genital femenina.
Eric-Udorie es la Agente de Prensa Joven para Integrate Bristol y ha sido nominada para el premio Smart Women of the year por la revista Red en 2015. Fue nominada para el premio Young Commentariat de 2015 así como para el premio Words by Women y los premios PRECIOUS de liderazgo.
Ha sido seleccionada como editora en prácticas para Random House.